# Nottingham Challenge 2013
Il Nottingham Challenge 2013, noto anche come Aegon Nottingham Challenge, è stato un torneo di tennis giocato sull'erba. È stata la 27ª edizione del torneo maschile e l'8ª di quello femminile. Ha fatto parte della categoria ATP Challenger Tour nell'ambito dell'ATP Challenger Tour 2013, quello femminile della categoria ITF Women's Circuit nell'ambito dell'ITF Women's Circuit 2013. Sia il torneo maschile che quello femminile si sono giocati a Nottingham nel Regno Unito dal 10 al 16 giugno.

## Partecipanti ATP

### Singolare

#### Teste di serie
| Nazionalità | Giocatore          | Ranking* | Teste di serie |
| ----------- | ------------------ | -------- | -------------- |
| Russia      | Alex Bogomolov Jr. | 85       | 1              |
| Argentina   | Martín Alund       | 100      | 2              |
| Canada      | Vasek Pospisil     | 103      | 3              |
| Stati Uniti | Tim Smyczek        | 115      | 4              |
| Stati Uniti | Jack Sock          | 118      | 5              |
| Ucraina     | Illja Marčenko     | 120      | 6              |
| Australia   | Matthew Ebden      | 122      | 7              |
| Giappone    | Gō Soeda           | 124      | 8              |

- 1 Rankings al 27 maggio 2013.

### Altri partecipanti
I seguenti giocatori hanno ricevuto una wild card per il tabellone principale:
- Richard Gabb
- Joshua Milton
- David Rice
- Daniel Smethurst

I seguenti giocatori sono passati dalle qualificazioni:
- Adrien Bossel
- George Coupland
- Brydan Klein
- Joshua Ward-Hibbert

### Doppio

#### Teste di serie
| Nazionalità | Giocatore          | Nazionalità | Giocatore          | Ranking1 | Testa di serie |
| ----------- | ------------------ | ----------- | ------------------ | -------- | -------------- |
| Brasile     | Marcelo Demoliner  | Stati Uniti | Nicholas Monroe    | 157      | 1              |
| Thailandia  | Sanchai Ratiwatana | Thailandia  | Sonchat Ratiwatana | 158      | 2              |
| Regno Unito | Jamie Delgado      | Australia   | Matthew Ebden      | 166      | 3              |
| India       | Purav Raja         | India       | Divij Sharan       | 217      | 4              |

- 1 Rankings al 27 maggio 2013.

### Altri partecipanti
Coppie che hanno ricevuto una wild card:
- Flavio Cipolla /  Filip Peliwo
- David Rice /  Sean Thornley
- Ken Skupski /  Neal Skupski

## Partecipanti WTA

### Teste di serie
| Nazionalità | Giocatore                  | Ranking* | Testa di serie |
| ----------- | -------------------------- | -------- | -------------- |
| Giappone    | Misaki Doi                 | 82       | 1              |
| Croazia     | Petra Martić               | 108      | 2              |
| Francia     | Stéphanie Foretz Gacon     | 126      | 3              |
| Italia      | Nastassja Burnett          | 132      | 4              |
| Rep. Ceca   | Barbora Záhlavová-Strýcová | 138      | 5              |
| Francia     | Claire Feuerstein          | 139      | 6              |
| Slovenia    | Tadeja Majerič             | 143      | 7              |
| Israele     | Julia Glushko              | 149      | 8              |

- 1 Rankings al 27 maggio 2013

### Altre partecipanti
Le seguenti giocatrici hanno ricevuto una wild card per il tabellone principale:
- Elena Baltacha
- Naomi Broady
- Samantha Murray
- Lisa Whybourn

Le seguenti giocatrici sono passate dalle qualificazioni:
- Noppawan Lertcheewakarn
- Miki Miyamura
- Sara Sorribes Tormo
- Emily Webley-Smith

## Campioni

### Singolare maschile
- Steve Johnson ha battuto in finale  Ruben Bemelmans con il punteggio di 7–5, 7–5

### Singolare femminile
- Elena Baltacha ha battuto in finale  Tadeja Majerič con il punteggio di 7–5, 7–6(7)

### Doppio maschile
- Sanchai Ratiwatana /  Sonchat Ratiwatana hanno battuto in finale  Purav Raja /  Divij Sharan, 7–6(5), 6(3)–7, [10–8]

### Doppio femminile
- Julie Coin /  Stéphanie Foretz Gacon hanno battuto in finale  Julia Glushko /  Erika Sema con il punteggio di 6–2, 6–4